# Thụ tinh

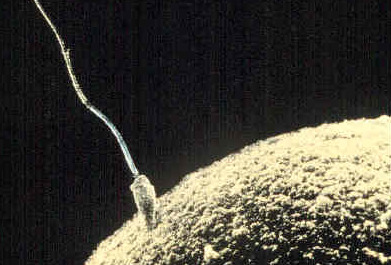
Hình 1: Tinh trùng bắt đầu thụ tinh cho trứng (ở động vật).

Thụ tinh là quá trình kết hợp giữa giao tử đực với giao tử cái. Ở động vật, giao tử đực là tinh trùng, còn giao tử cái là trứng; ở thực vật: giao tử đực thường là tinh tử, còn giao tử cái là noãn. Kết quả của thụ tinh là sự dung hợp giữa giao tử đực với giao tử cái, từ đó tạo ra hợp tử, phát triển thành phôi rồi có thể phát sinh ra cơ thể mới (thế hệ con). Thuật ngữ này trong tiếng Anh là "fertilisation", tiếng Pháp là "fécondation", tiếng Tây Ban Nha là "fecundación" đều có nội hàm như nhau.

## Lược sử
Có thể nói khái niệm "thụ tinh" đã được Aristoteles (Aristôt) nhắc đến cách đây khoảng 2500 năm trong tác phẩm Antiquity. Ông cho rằng đứa bé được hình thành qua sự hợp nhất của chất lỏng của nam với của nữ, theo một phương thức mà ông gọi là biểu sinh (epigenetic).
Tuy nhiên, cơ chế thụ tinh thì mãi vài ngàn năm sau mới được xác định. Chẳng hạn, vào năm 1784, Spallanzani đã phối hợp noãn của con ếch cái với tinh trùng của con ếch đực để tạo thành hợp tử. Năm 1827, von Baer lần đầu tiên quan sát thấy một quả trứng động vật có vú. Oscar Hertwig (1876) ở Đức, đã mô tả sự hợp nhất của hạt nhân của tinh trùng và của ova từ nhím biển.

## Hình thức thụ tinh
Có nhiều hình thức thụ tinh như thụ tinh trong, thụ tinh ngoài, thụ tinh nhân tạo...
Quá trình thụ thai của loài cá: Đại đa số cá thụ tinh ngoài: con cái bơi trước đẻ trứng, con đực bơi sau bơm tinh trùng của mình vào trứng. Loài lưỡng cư cũng thụ tinh ngoài nhưng con đực bám trên lưng con cái khi con cái đẻ trứng thì phun tinh trùng ngay. Loài bò sát có gai giao cấu, và quá trình thụ tinh diễn ra bên trong cơ thể con cái. Chim, Thú, Con người cũng thụ tinh trong, quá trình của các loài diễn ra theo thời gian khác nhau.
Quá trình thụ thai của loài ong: rất đặc biệt Ong chúa (ong cái) bay trước một đàn ong đực bay đằng sau vừa bay vừa giao phối hết con đực này đến con đực khác cho đến khi ong cái thấy đủ lượng trứng thì nó bay về và đẻ trứng vào các tổ đã được các ong thợ làm từ trước, một kiểu thụ thai cực kỳ đặc biệt.
Quá trình thụ thai của loài bọ ngựa: loài bọ ngựa sau khi con đực thụ tinh cho con cái, nếu không chạy nhanh sẽ bị con cái ăn thịt, hầu hết con đực bị chết sau khi thỏa mãn tình dục.

## Hình ảnh

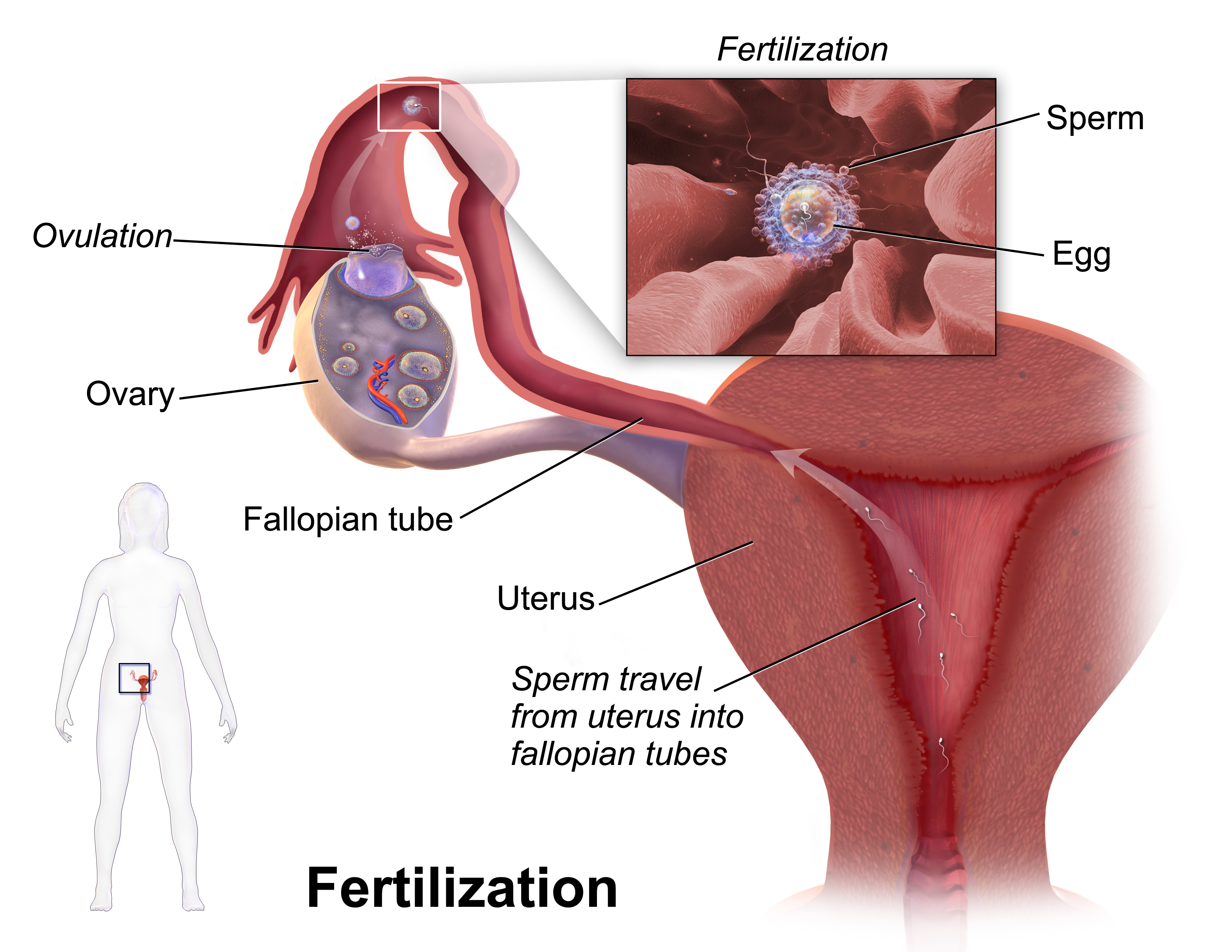
Hình 2: Ở người, thụ tinh diễn ra trong cơ quan sinh dục nữ.
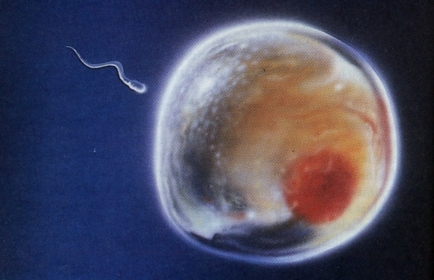
Hình 3: Tinh trùng đang bơi đến gặp noãn để thụ tinh.
Hình 4: Các giai đoạn sớm nhất của quá trình thụ tinh.
- Hình 5: Diễn biến thụ tinh.
- Hình 6: Sự xâm nhập của tinh trùng vào trứng.